# أوليفر ميتشيل
أوليفر ميتشيل (بالإنجليزية: Oliver Mitchell)‏ هو ضابط أمريكي، ولد في 14 مارس 1917 في لوس أنجلوس في الولايات المتحدة، وتوفي في 28 أغسطس 1942 في جزر سليمان.